# Saustrup
Saustrup (tiếng Đan Mạch: Savstrup) là một đô thị thuộc huyện Schleswig-Flensburg, trong bang Schleswig-Holstein, nước Đức. Đô thị Saustrup có diện tích 8,14 km², dân số thời điểm 31 tháng 12 năm 2006 là 229 người.